# Cissus bequaertii
Cissus bequaertii är en vinväxtart som beskrevs av J. Deroit. Cissus bequaertii ingår i släktet Cissus och familjen vinväxter. Inga underarter finns listade i Catalogue of Life.